# 利克爾風車
利克爾風車（荷蘭語：Riekermolen）是位於荷蘭首都阿姆斯特丹郊外的一座風車。風車附近有一座倫勃朗的雕像。許多畫家都曾以利克爾風車及其附近的風景作畫。

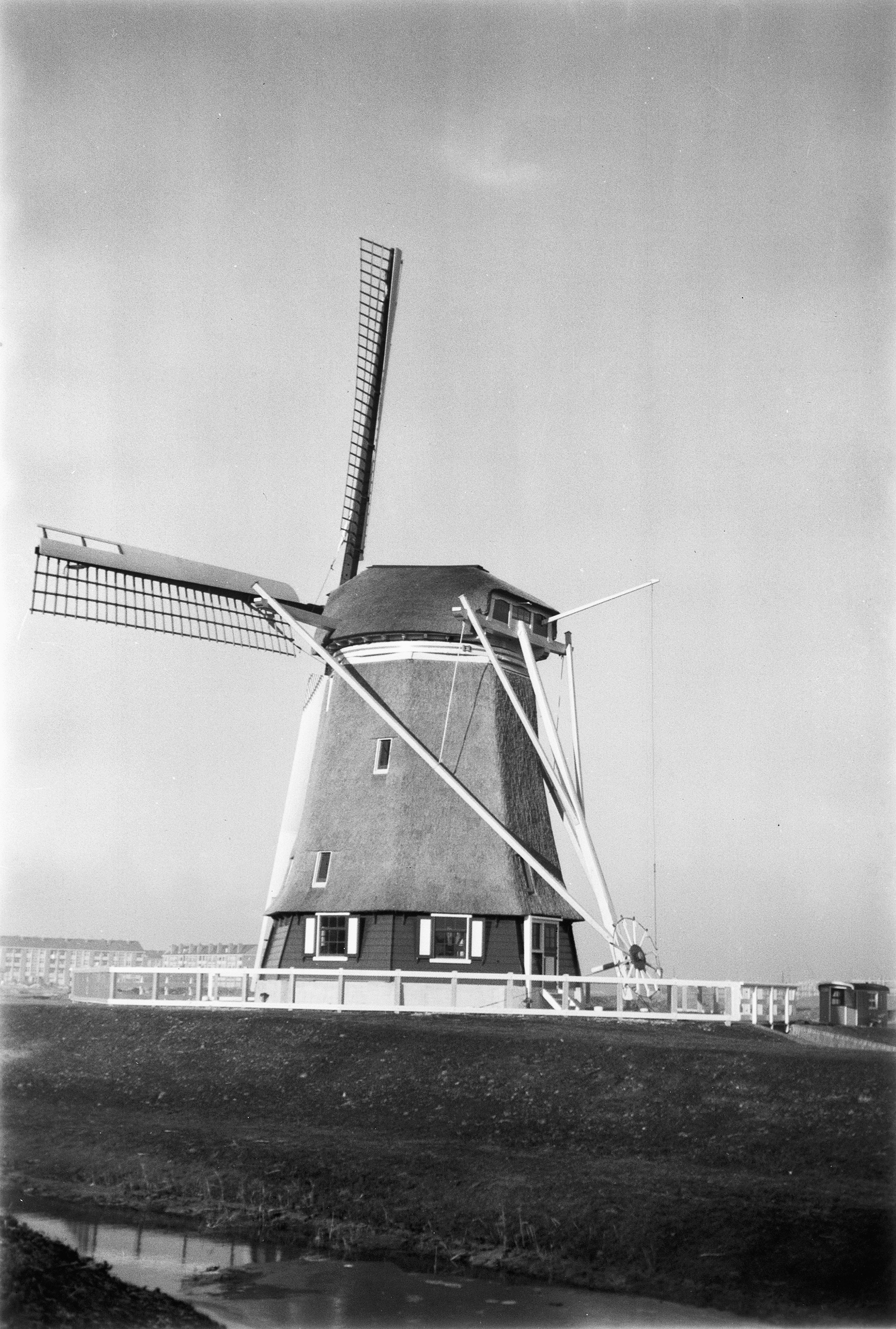
1961年的风车

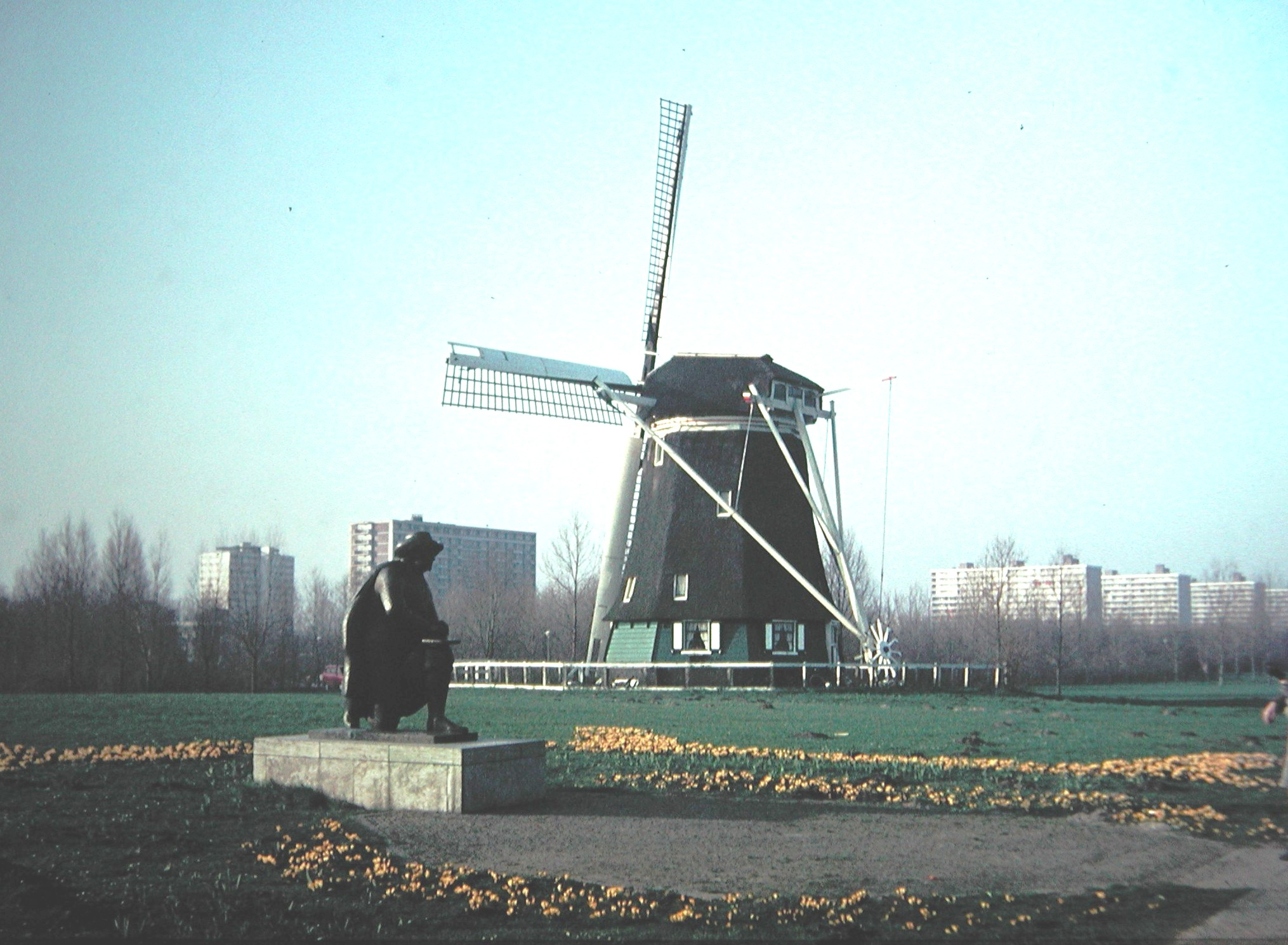
1974年的风车

## 外部連結
- De poldermolens van Slotermeer en Sloten（页面存档备份，存于）

52°19′26″N 4°53′37″E / 52.32389°N 4.89361°E